# ルダ (宇宙少女)
ルダ（本名：イ・ルダ、1997年3月6日 - ）は、韓国の歌手である。ガールズグループ宇宙少女のメンバー。両手で顔を挟むようにしてハートを作るルダハートの考案者。

## 来歴
ルダという名前は本名で、イ・ルダというフルネームが韓国語で「成し遂げる（이루다）」という意味になるため、夢を成し遂げてほしいという思いで名付けられた。
2016年2月25日に「宇宙少女」のメンバーとしてデビュー。2018年5月2日、宇宙少女のサブユニット「WJMK」のメンバーとしてデビュー。
2018年、MBCバラエティ番組「Dunia：Into a NewWorld」のレギュラーキャストとして出演する。同番組のサウンドトラックの楽曲「ドリームランド」をリリースした。
2020年10月7日、メンバーのルダ、イム・ダヨン、スビン、ヨルムと共に宇宙少女の新サブユニット「Chocome（チョコミ）」としてデビューした。
2023年3月3日、STARSHIPエンターテインメントとの専属契約を終了。宇宙少女としての活動は継続することをSTARSHIPエンターテインメントは表明している。
2023年4月19日、IHQと専属契約したことが発表された。

## ディスコグラフィ

### OST
- ドリームランド（Dunia：Into a NewWorld OST Part2）

## 出演

### テレビ番組
- Dunia：Into a NewWorld（2018年）